# Hemigrammopetersius
Hemigrammopetersius is een geslacht van straalvinnige vissen uit de familie van de Afrikaanse karperzalmen (Alestidae).

## Soorten
- Hemigrammopetersius barnardi (Herre, 1936)
- Hemigrammopetersius pulcher (Boulenger, 1909)